# David Walters (homme politique)
Pour les articles homonymes, voir David Walters et Walters.
David Lee Walters, né le 20 novembre 1951 à Canute, est un homme politique américain. Membre du Parti démocrate, il est le  gouverneur de l'État de l'Oklahoma de 1991 à 1995.

## Biographie
David Walters grandit dans une ferme de Canute. Il est diplômé d'un master of business administration de Harvard puis devient vice-président du centre des sciences de la santé de l'université de l'Oklahoma. Il se reconvertit dans l'immobilier en 1982. Après un premier échec en 1986, il est facilement élu gouverneur de l'Oklahoma lors des élections de 1990.
En mai 1991, une enquête est ouverte concernant les finances de sa campagne pour le poste de gouverneur. Il est blanchi par l'enquête en décembre 1991. Le même mois, son fils de 19 ans Shaun se suicide, après que sa condamnation pour possession de pipes à marijuana en novembre fasse la une des journaux locaux. Walters entre alors en conflit avec The Oklahoman, un journal conservateur qui le critique frontalement. Lors de son discours sur l'état de l'État de 1992, il passe la majeure partie de son discours à critiquer la presse qui a sali sa réputation et poussé son fils au suicide,.
En octobre 1993, dans le cadre d'un accord avec le procureur, il plaide coupable pour une violation des lois de financement des campagnes électorales (avoir accepté la contribution d'un donateur ayant déjà donné le plafond maximal) ; huit autres infractions plus graves sont abandonnées. Walters condamné à rembourser les fonds, à une amende de 1 000 dollars et un an de probation. Cet accord est alors jugé trop indulgent pour deux-tiers des habitants de l'Oklahoma.
Cette affaire ternit le bilan de Walters, qui est notamment l'artisan d'un budget en équilibre tout en augmentant de 25 % les fonds pour l'éducation. Il choisit de ne pas se présenter à un second mandat. Il fonde alors la société Walters Power International.
Lors des élections sénatoriales américaines de 2002, Walters est candidat face au républicain sortant Jim Inhofe. Il remporte la primaire démocrate au second tour contre l'avocat Tom Boettcher. En novembre, il est largement battu par le sortant, ne rassemblant que 36 % des voix (contre 57 % pour Inhofe) et ne remportant que le sud-est de l'État (Little Dixie).